# Das Paradies der Assassinen
Das Paradies der Assassinen ist ein historischer Roman des deutschen Autors Peter Berling, der 2007 im Gustav Lübbe Verlag erschienen ist.

## Handlung
Die alltägliche Tristesse auf der ärmlichen Burg Montmor findet ihr jähes Ende, als sich auf der unmittelbar benachbarten Festung Masyaf ein geschäftiges Treiben einstellt. Die berüchtigten Assassinen sind in ihre Burg zurückgekehrt, nachdem ihr „Alter vom Berge“ aus der Verborgenheit herausgetreten war. Nachdem sie sich mit dem jungen Assassinen Sayf angefreundet haben, entschließen sich Victor und seine Schwester Melou, der Tyrannei ihres verbitterten Vaters und der Missgunst ihrer Brüder zu entfliehen, indem sie sich den Assassinen anschließen. Während Melou eine huriat im Harem des Alten vom Berge wird, streben Victor und Sayf danach, in die Reihen der fida’is aufgenommen zu werden, der opferbereiten Attentäter der Sekte.
Währenddessen erwächst den Assassinen im Sultan Saladin ein tödlicher Feind, gegen den sie mit den Christen des Kreuzfahrerkönigreichs von Jerusalem eine Allianz eingehen wollen. Doch erweist sich ein Bündnis mit den Christen als schwierig zu realisieren, da Unruhestifter in den eigenen Reihen ihre eigennützigen Pläne verfolgen. Während der an Lepra erkrankte junge König Balduin IV. gegen den Ehrgeiz seiner Schwester und die Machenschaften des Raubritters Reynald de Châtillon ankämpfen muss, haben sich Victor und Sayf die Feindschaft des skrupellosen Wesirs Husain ad-Din Marzuban zugezogen, dessen ehrgeizigen Machtplänen sie sich in den Weg gestellt haben. Und daneben verfolgen die christlichen Ritterorden noch ihre ganz eigene Politik. Von allen unbemerkt manipuliert aus dem Verborgenen heraus noch ein mysteriöser Geheimbund die politischen Mächte. Dem so genannten „Priorat der heiligen Magdalena“ gehören einflussreiche Akteure sowohl der Christen wie auch der Muslime an, welche die Errichtung eines ganz neuen Staates in der Levante verfolgen.

## Bemerkungen
Die Romanhandlung erstreckt sich über fast drei Jahrzehnte, ohne dass dabei chronologische Angaben gemacht werden. Zur Orientierung sind hier einige Eckdaten zu historischen Ereignissen aufgeführt, die Bestandteil der Erzählung sind.

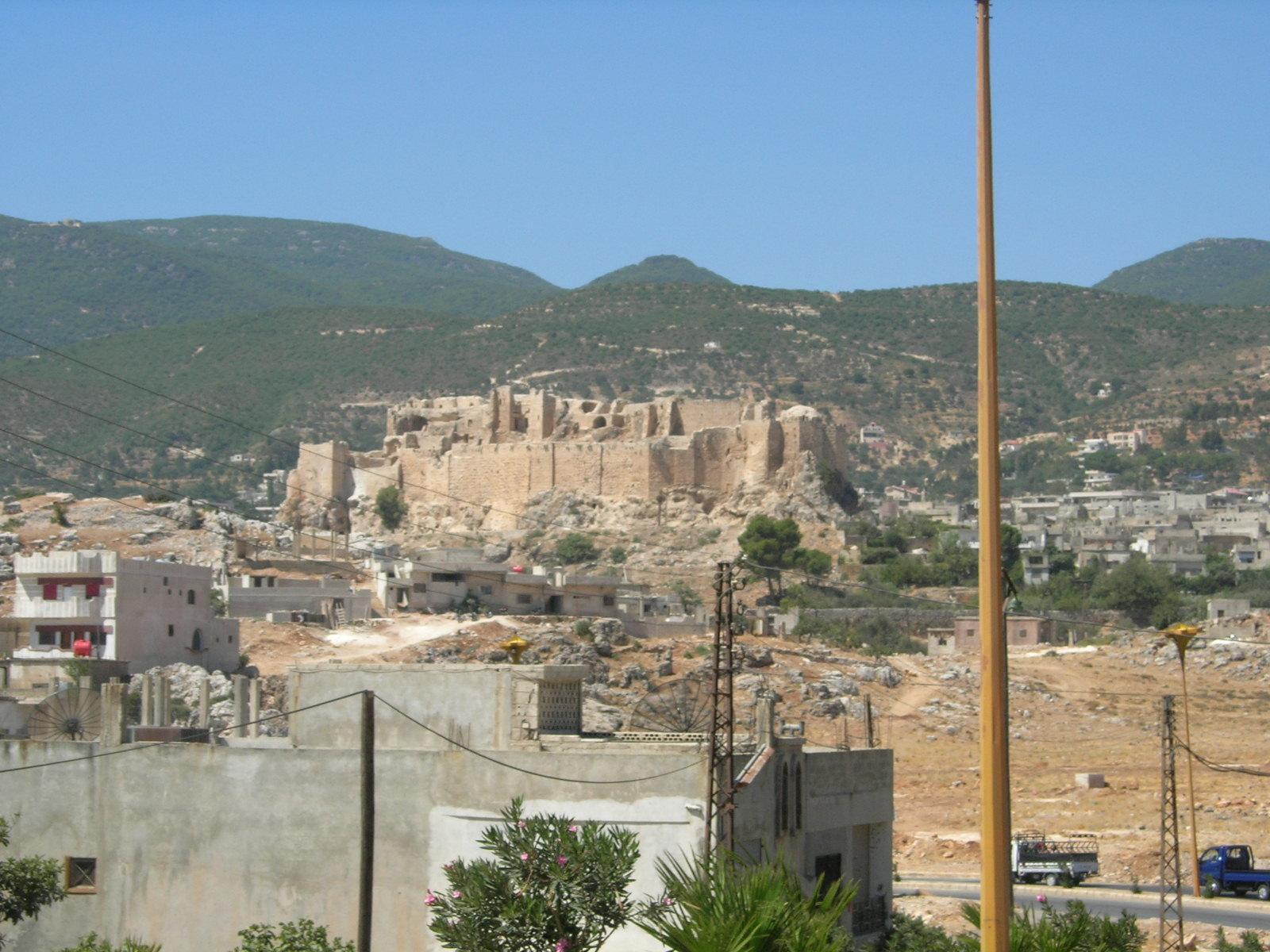
Die Burg Masyaf in Syrien

Die Handlung beginnt im Jahr 1162, als der „Alte vom Berge“ Raschid ad-Din Sinan die Führung des syrischen Zweigs der schiitischen Glaubensgemeinschaft der Nizariten übernahm, die in der christlichen Geschichtsschreibung als „Assassinen“ bekannt geworden ist. Die erwähnte daʿwa, die unter den Assassinen Syriens für Unruhe sorgt, ist 1164 vom Imam Hassan II. in Alamut verkündet wurden. Mit ihr wurde die endzeitliche „Auferstehung“ (qiyāmāh) ausgerufen, in welcher der Glauben der Nizariten zu Allah zu seinem paradiesischen Urzustand zurückgefunden hat, bei gleichzeitiger Aufhebung der bisher geltenden äußerlichen Hüllen der islamischen Religion (Scharia, Gebet, Fasten, Pilgerfahrt). Anders als im Roman dargestellt war Sinan tatsächlich ein enger Vertrauens- und Gefolgsmann des Imams und hat dessen Verkündigung in der syrischen Gemeinde auch kritiklos umgesetzt. Die Bündnisverhandlungen der Assassinen mit König Amalrich I. von Jerusalem und der darauffolgende Anschlag der Templer gegen ihren Unterhändler hat 1173 stattgefunden. Das vor Aleppo auf Saladin verübte Attentat der Assassinen hat sich im Dezember 1174 ereignet. Die Raubfahrt auf dem Roten Meer hat Châtillon 1182 unternommen, die Hochzeit von Karak fand im November 1183, die Schlacht von Hattin am 4. Juli 1187 statt. Die Schlacht vor Akkon zu Beginn des dritten Kreuzzuges hat am 4. Oktober 1189 stattgefunden. Kurz danach endet die Handlung.
Die vermeintliche Bereitschaft der Assassinen zum Christentum konvertieren zu wollen ist von Wilhelm von Tyrus († 1186) anlässlich der Bündnisverhandlungen mit König Amalrich im Jahr 1173 erwähnt wurden. Von der Geschichtswissenschaft wird dieses Angebot, sofern es tatsächlich je gemacht worden ist, als ein taktischer Winkelzug eingeschätzt, der danach auch nie wieder irgendeine Rolle in den Beziehungen der „Franken“ zu den Assassinen spielte.
Wie schon in seiner Romanreihe Die Kinder des Gral (1991–2005) hat Peter Berling in seine Beschreibung der Assassinen von der Geschichtswissenschaft mittlerweile als ahistorisch erkannte Mythen und Legenden einfließen lassen. Insbesondere jene von Marco Polo vermittelten Beschreibungen zu den Initiierungspraktiken der opferbereiten Fida’i, die angeblich in Verheißung auf den Eintritt in das himmlische Paradies bereitwillig ihr Leben opfern würden. Auch der „Flug des Adlers“ basiert auf den Erzählungen diverser Autoren von dem „Todessprung“ der Assassinen, die auf Befehl ihres Meisters blindlings in den Abgrund gesprungen seien. Auch die Beschreibung der Architektur der Burg Masyaf entspricht nicht zur Gänze ihrem realen Vorbild, bei dem die Existenz eines Paradiesgartens weder hier noch auf irgendeiner anderen Assassinenburg archäologisch nachgewiesen werden konnte.
Zur Hintergrundrecherche für den Roman hat Berling unter anderem die Werke von Steven Runciman (A History of the Crusades, 1951–1954) und Bernard Lewis (The Assassins: A Radical Sect in Islam, 1967) herangezogen.

## Dramatis personae
- Victor du Ferbac, alias al-Mansur, jüngster Sohn des Mönchs.
- Sayf, alias Ritter Seyfert von Daula.
- Kira, alias Ritter Kyr du Lac, jüngere Tochter des Gesandten.
- Melusine „Melou“ du Ferbac, Victors jüngere Schwester.
- Xenia, ihre Tochter.

- An-Nasir ad-Daula „der Eunuch“, Onkel und Adoptivvater von Sayf, Aufseher des Harems von Masyaf.
- Husain ad-Din Marzuban „der Gesandte“, Wesir von Masyaf.
- Thamar, dessen Frau und Mutter seiner Töchter.
- Shirin, ihre ältere Tochter.
- Timdal „der Mohr“, Diener der Thamar.
- Jaluddin, Gaukler und Waffenmeister.
- Sheik Sinan Rashid al-Din „der Alte vom Berge“, Oberhaupt der Assassinen.
- Saladin, Sultan von Syrien und Ägypten.

- Roger du Ferbac „der Mönch“, Herr von Montmor.
- Aziza, dessen Frau und Mutter seiner Kinder.
- Valerian und Gernot, Zwillinge und die älteren Söhne des Mönchs, Johanniter der eine und Templer der andere.
- Balduin IV., König von Jerusalem.
- Prinzessin Sibylle, dessen Schwester.
- Reynald de Châtillon, Fürst von Oultre-Jourdain.
- Gerard de Ridfort, Großmeister der Templer.
- Raimund, Graf von Tripolis.
- Plivano, Herr von Botrun.
- Titus de la Porta, päpstlicher Legat im Heiligen Land.

u. v. a.